# Ivo Maroević Špuntin
Ivo Maroević Špuntin (Stari Grad, 1. listopada 1937. – Zagreb, 20. siječnja 2007.), hrvatski povjesničar umjetnosti, muzeolog i konzervator. 
Diplomirao je na Filozofskom fakultetu zagrebačkog Sveučilišta 1960. godine. Doktorat stječe 1971. na temu  Sisak, grad i graditeljstvo. Radni je vijek proveo radeći kao profesor u osnovnim školama (1960. – 65.); Radio je kao kustos i konzervator u Muzeju grada Siska (1965. – 69.). Bio je voditelj dokumentacije, savjetnik i ravnatelj Restauratorskog zavoda Hrvatske od 1969. do 1983., a potom, 1983. stječe status profesora muzeologije (čiju je katedru i utemeljio) i zaštite spomenika kulture na Filozofskom fakultetu u Zagrebu. Sudjelovao je na više od 50 međunarodnih znanstvenih skupova s izlaganjima o hrvatskom kulturnom naslijeđu i teorijskim problemima zaštite spomenika kulture i muzeologije. Ivo Maroević dao je veliki doprinos zaštiti spomenika kulture u Hrvatskoj, te hrvatskoj znanosti i obrazovanju mladih stručnjaka. 
Bio je član stručne savjetodavne komisije za obnovu Dubrovnika nakon potresa 1982. do 1989., te član Odbora za obnovu Dubrovnika nakon Domovinskog rata. Sudjelovao je u radu Vladina savjeta prostornog uređenja države od 2004. i Hrvatskog povjerenstva za UNESCO od 2005., te Savjeta za zaštitu spomenika kulture i Muzejskog vijeća Hrvatske. 
Izrazito je bio osjetljiv na svojatanje hrvatske baštine te na znanstveno neutemljena stajališta koju su pojedinci tvrdoglavo zastupali, a bila su na štetu hrvatske kulture. Uvijek je bio spreman javno reagirati na nečija opasna neznanja i nesposobnosti, bedastoće i zločestoće. Poznat je primjer iz Domovinskog rata, dok su velikosrbi držali veliki dio Hrvatske pod okupacijom. Tih su godina velikosrbi i talijanski iredentisti pojačano osporavali hrvatsku povijest, otimali pravo na zemlju i kulturu. Tad su neke površne osobe napravile nešto čime bi se zapravo Hrvati sami odricali dijela hrvatske kulturne baštine na slobodnom dijelu Hrvatske. To je bilo na savjetovanju koje se održalo ožujka 1995. na temu Povijest i kultura Istre i Dalmacije u kontekstu mletačke i europske povijesti, koje je sufinanciralo Ministarstvo kulture RH. Površne osobe na tim su savjetovanjima u trima sjevernojadranskim gradovima (jedan u Italiji, dva u Hrvatskoj) govorilo o "mletačkoj kulturnoj baštini u Istri i Dalmaciji", na što je Ivo Maroević žestoko reagirao u Vjesniku. Upozorio je da je to hrvatska, a ne nekakva "mletačka" kulturna baština, ne poričući (ističući) da to ujedno i mletačka umjetnost na tlu Hrvatske.
Otac je troje djece Igora, Lade i Domagoja.
Interesna područja su mu bila istraživanje muzeologije, povijesnog i suvremenog urbanizma te arhitekture.

## Djela
Autorom je trinaest knjiga, 660 radova (174 znanstvena rada, 381 stručnih radova, 105 ostalih radova) i 67 recenzija (knjiga, kataloga, projekata) u razdoblju 1969–2007.
Knjige:
- "Graditeljska obitelj Grahor"
- "Sisak grad i graditeljstvo" (nagrađena)
- "Sadašnjost baštine"
- "Uvod u muzeologiju” (nagrađena)
- "Antologija zagrebačke arhitekture” (nagrađena)
- "Konzervatorsko novo iverje"
- "Kronika zagrebačke arhitekture 1981 - 1991"
- "Rat i baština u prostoru Hrvatske"
- "Baštinom u svijet/Into the World with the Cultural Heritage"
- "Introduction to Museology - the European Approach"
- "Zagreb njim samim"
- "O Zagrebu usput i s razlogom"
- "Zrnca životnog mozaika 1937-2007." - postumno

U izradi su mu ostala djela o crkvama Starog Grada (za monografiju), a kanio je napisati i djelo o arhitekturi Starog Grada. Po njegovom konceptu je 1995. utemeljen i organiziran i Centar za kulturu rodnog mu Starog Grada.

## Nagrade
Za svoj doprinos zaštiti spomenika kulture u Hrvatskoj i općenito za svoj rad, Ivo Maroević Špuntin je dobio i velika priznanja, među ostalim:

- Nagradu "Božidar Adžija" - za istaknuti znanstveni rad (1975.)
- Priznanje i plaketu Saveza društava konzervatora Jugoslavije (1975.)
- Nagradu grada Zagreba za knjigu „Introduction to Museology - the European Approach” (1999.)
- Nagradu za životno djelo Hrvatskog muzejskog društva „Pavao Ritter Vitezović” (2002.)
- Plaketu „Josip Juraj Strossmayer” za knjigu „Antologija zagrebačke arhitekture” (2004.)
- Medalju »Vicko Andrić« - 2007. postumno
- Nagrada Grada Siska za životno djelo, za knjigu "Sisak: Grad i graditeljstvo", 2013. postumno
- Čikin križ
- Nagrada Matice hrvatske za knjigu Rat i baština na tlu Hrvatske

## Vanjske poveznice
- Maroević, Ivo Hrvatska tehnička enciklopedija, portal hrvatske tehničke baštine. LZMK